# 江部乙バスストップ
江部乙バスストップ（えべおつバスストップ）は、北海道滝川市江部乙町の道央自動車道上に設置されているバス停留所。
案内標識は「江部乙」であるが、バス事業者では「高速江部乙」（こうそくえべおつ）の名称で案内されている。

## 概要
道央自動車道と道道江部乙赤平線との交点付近に設置されている。
パーク&バスライド用の駐車場を備える。

## 周辺
付近は農地となっている。江部乙市街まで約3km。
- 滝川市立江部乙中学校
- 道の駅たきかわ
- JR北海道 江部乙駅

## 停車路線
2022年（令和4年）4月1日現在。
すべて北海道中央バスによる運行で、共同運行路線は個別に事業者を示す。通行止め等で一般道へ迂回する場合は国道12号の空知中央バス「江部乙中央通」停留所に代替停車する。

### 下り線（旭川方面）
- 高速るもい号 留萌市方面
  - 路線詳細は北海道中央バス滝川営業所を参照。
- 高速あさひかわ号 旭川市方面（道北バス、ジェイ・アール北海道バス）
  - 路線詳細は北海道中央バス旭川営業所または共同運行会社記事を参照。
- 高速なよろ号 名寄市方面（道北バス）
  - 路線詳細は北海道中央バス札幌北営業所または共同運行会社記事を参照。

### 上り線（札幌方面）
- 下り線に停車する各路線 札幌市方面（一部は降車専用）

## 隣
E5道央自動車道
(41) 滝川IC - 江部乙BS - (42) 深川JCT - (43) 深川IC